# Amphoroidea australiensis
Amphoroidea australiensis är en kräftdjursart som beskrevs av James Dwight Dana 1853. Amphoroidea australiensis ingår i släktet Amphoroidea och familjen klotkräftor. Inga underarter finns listade i Catalogue of Life.